# UCI Oceania Tour
O UCI Oceania Tour é uma das competições de ciclismo de estrada masculino na que está dividida os Circuitos Continentais UCI. Como indica seu nome faz referência às competições ciclistas profissionais realizadas na Oceania que estão dentro destes Circuitos Continentais, bem como às equipas ciclistas profissionais continentais (segunda categoria) e continentais (terceira categoria) registados em dito continente.
A qualidade e complexidade das competições é o que determina a categoria da mesma e a quantidade de pontos outorgados aos ganhadores. As categorias da UCI por nível que se disputam neste "Tour" são:
- Provas de etapas: 2.hc, 2.1 e 2.2
- Provas de um dia: 1.2
- Campeonatos Continentais: CC

Mais os campeonatos nacionais que também são puntuables ainda que não estejam no calendário.

## Palmarés

### Individual
| Edição    | Ganhador (equipa do ganhador)                                | Segundo (equipa do segundo)                                       | Terceiro (equipa do terceiro)                                   |
| --------- | ------------------------------------------------------------ | ----------------------------------------------------------------- | --------------------------------------------------------------- |
| 2005      | Robert McLachlan ( MG XPower Presented by BigPond)           | William Walker ( Rabobank Continental)                            | Peter Latham (sem equipa profissional)                          |
| 2005-2006 | Gordon McCauley ( Successfulliving.com Presented by Parkpre) | Logan Dennis Hutchings (sem equipa profissional)                  | Clinton Avery (sem equipa profissional)                         |
| 2006-2007 | Robert McLachlan ( Drapac Porsche Development Program)       | Karl Menzies ( Health Net presented by Maxxis)                    | David Pell ( Saving & Loans Cycling Team)                       |
| 2007-2008 | Hayden Roulston (sem equipa profissional)                    | Travis Meyer ( Southaustralia.com-AIS)                            | Joseph Chapman (sem equipa profissional)                        |
| 2008-2009 | Peter McDonald ( Drapac)                                     | Gordon McCauley ( Subway-Avanti Cycling Team)                     | Tommy Nankervis ( Cinelli-Down Under)                           |
| 2009-2010 | Michael Matthews ( Jayco-Skins)                              | Thor Hushovd ( Cervélo)                                           | Jonathan Cantwell ( Fly V Australia)                            |
| 2010-2011 | Richard Lang ( Jayco-AIS)                                    | Nathan Haas ( Genesys Wealth Advisers)                            | George Bennet ( Trek Livestrong U23)                            |
| 2011-2012 | Paul Odlin ( Subway)                                         | Nick Aitken ( Jayco-AIS)                                          | Jay McCarthy ( Jayco-AIS)                                       |
| 2012-2013 | Damien Howson (sem equipa profissional)                      | Nathan Earle ( Huon Salmon-Genesys Wealth Advisers)               | Benjamin Dyball ( Huon Salmon-Genesys Wealth Advisers)          |
| 2013-2014 | Robert Power (sem equipa profissional)                       | Michael Vink ( Budget Forklifts)                                  | Brenton Jones ( Avanti)                                         |
| 2015      | Taylor Gunman ( Avanti Racing Team)                          | Patrick Bevin ( Avanti Racing Team)                               | Joseph Cooper ( Avanti Racing Team)                             |
| 2016      | Sejam Lake ( Avanti IsoWhey Sport)                           | Peter Kennaugh ( Team Sky)                                        | Mark O'Brien ( Avanti IsoWhey Sport)                            |
| 2017      | Lucas Hamilton ( Mitchelton Scott)                           | Michael Storer ( Mitchelton Scott)                                | Jai Hindley ( Mitchelton Scott)                                 |
| 2018      | Chris Harper (Bennelong SwissWellness Cycling Team)          | James Whelan (Drapac-EF p/b Cannondale Holistic Development Team) | Cyrus Monk (Drapac-EF p/b Cannondale Holistic Development Team) |
| 2019      | Caleb Ewan (Lotto Soudal)                                    | Michael Matthews (Sunweb)                                         | Jack Haig (Mitchelton-Scott)                                    |

### Equipas
| Edição    | Ganhador                                  | Segundo                                       | Terceiro                              |
| --------- | ----------------------------------------- | --------------------------------------------- | ------------------------------------- |
| 2005      | MG Power Presented by Bigpond             | Rabobank Continental                          | Ceramica Panaria                      |
| 2005-2006 | Successfulliving.com Presented by Parkpre | Southaustralia.com-AIS                        | Drapac-Porsche                        |
| 2006-2007 | Drapac Porsche Development Program        | Health Net presented by Maxxis                | Southaustralia.com-AIS                |
| 2007-2008 | Southaustralia.com-AIS                    | Bissell                                       | Saving & Loans                        |
| 2008-2009 | Drapac                                    | Subway-Avanti                                 | Cinelli Down Under                    |
| 2009-2010 | Jayco-Skins                               | Fly V Australia                               | Cervélo                               |
| 2010-2011 | Jayco-AIS                                 | Genesys Wealth Advisers                       | Trek Livestrong Ou23                  |
| 2011-2012 | Jayco-AIS                                 | Subway                                        | Drapac                                |
| 2012-2013 | Huon Salmon-Genesys Wealth Advisers       | Budget Forklifts                              | Drapac                                |
| 2013-2014 | Avanti Racing                             | Drapac                                        | Budget Forklifts                      |
| 2015      | Avanti Racing                             | Drapac                                        | Budget Forklifts                      |
| 2016      | Avanti IsoWhey Sports                     | Drapac                                        | ONE                                   |
| 2017      | Mitchelton Scott                          | IsoWhey Sports-Swiss Wellness                 | Drapac Pat's Veg Holistic Development |
| 2018      | Bennelong SwissWellness                   | Drapac-EF p/b Cannondale Holistic Development | Brisbane Continental                  |
| 2019      | BridgeLane                                | St George Continental                         | Pro Racing Sunshine Coast             |

### Países
| Edição    | Ganhador (ganhador sub-23)       | Segundo (segundo sub-23)         |
| --------- | -------------------------------- | -------------------------------- |
| 2005      | Austrália · (não entregado)      | Nova Zelândia · (não entregado)  |
| 2005-2006 | Austrália · (não entregado)      | Nova Zelândia · (não entregado)  |
| 2006-2007 | Austrália · ( Austrália)         | Nova Zelândia · ( Nova Zelândia) |
| 2007-2008 | Austrália · ( Austrália)         | Nova Zelândia · ( Nova Zelândia) |
| 2008-2009 | Austrália · ( Austrália)         | Nova Zelândia · ( Nova Zelândia) |
| 2009-2010 | Austrália · ( Austrália)         | Nova Zelândia · ( Nova Zelândia) |
| 2010-2011 | Austrália · ( Austrália)         | Nova Zelândia · ( Nova Zelândia) |
| 2011-2012 | Austrália · ( Austrália)         | Nova Zelândia · ( Nova Zelândia) |
| 2012-2013 | Austrália · ( Austrália)         | Nova Zelândia · ( Nova Zelândia) |
| 2013-2014 | Austrália · ( Austrália)         | Nova Zelândia · ( Nova Zelândia) |
| 2015      | Nova Zelândia · ( Nova Zelândia) | Austrália · ( Austrália)         |
| 2016      | Austrália                        | Nova Zelândia                    |
| 2017      | Austrália                        | Nova Zelândia                    |
| 2018      | Austrália                        | Nova Zelândia                    |
| 2019      | Austrália · ( Austrália)         | Nova Zelândia · ( Nova Zelândia) |

## Carreiras
| \| Carreira \| País \| Categoria UCI \| \| --------------------------------- \| ------------- \| -------------- \| \| Gravel and Tar Classic \| Nova Zelândia \| 1.2 \| \| New Zealand Cycle Classic \| Nova Zelândia \| 2.2 \| \| Herald Sun Tour \| Austrália \| 2.1 \| \| Campeonatos da Oceania \| Vários \| CC \| \| Tour Down Under (até 2007) \| Austrália \| UCI World Tour \| \| Cadel Evans Great Ocean Road Race \| Austrália \| UCI World Tour \| \| Melbourne to Warrnambool Classic \| Austrália \| 1.2 \| \| Tour de Southland \| Nova Zelândia \| 2.2 \| \| The REV Classic \| Austrália \| 1.2 \| |               |                |
| Carreira | País          | Categoria UCI  |
| Gravel and Tar Classic | Nova Zelândia | 1.2            |
| New Zealand Cycle Classic | Nova Zelândia | 2.2            |
| Herald Sun Tour | Austrália     | 2.1            |
| Campeonatos da Oceania | Vários        | CC             |
| Tour Down Under (até 2007) | Austrália     | UCI World Tour |
| Cadel Evans Great Ocean Road Race | Austrália     | UCI World Tour |
| Melbourne to Warrnambool Classic | Austrália     | 1.2            |
| Tour de Southland | Nova Zelândia | 2.2            |
| The REV Classic | Austrália     | 1.2            |

- Em rosa carreiras que não se encontram no UCI Oceania Tour na temporada 2019.
- Em amarelo carreiras que não se encontram no UCI Oceania Tour na temporada 2019 mas se se disputam enquadrados em outros calendários de maior hierarquia.

Cabe destacar que na maioria de temporadas estas carreiras (incluindo os campeonatos nacionais da cada país) se disputam entre outubro e março do seguinte ano com o que já em março se sabem os ganhadores finais das classificações (excepto contratos, casos de dopaje ou causas extraordinárias). Isto se deve a que aproveitam a primavera e o verão de seu continente para disputar as carreiras para assim atrair aos ciclistas que correm ou querem correr em Europa. Só pode variar dita classificação final em caso de se disputar os Campeonatos do Mundo de Ciclismo neste continente já que nesse caso essa prova se pontuaria para o UCI Oceania Tour apesar de não estar em dito calendário.

## Equipas
Dentre os 7 equipas que pertencem e os 14 que têm pertencido ao UCI Oceania Tour (todos da Austrália excepto os neozelandeses do Subway criado em 2009 -australiano em 2014-, PureBlack Racing só profissional em 2011 e CCT p/b Champion System profissional em 2015) destaca o Drapac já que além de ser o mais veterano e ter ganhado duas vezes a classificação por equipas e nessas mesmas temporadas ter ao ganhador individual destes circuitos é o único que está em categoria Profissional Continental no 2007 e desde o 2014. Estes têm sido as equipas ao longo da história:
| Equipa                                                                                  | País                                        | Anos                 |
| --------------------------------------------------------------------------------------- | ------------------------------------------- | -------------------- |
| MG Xpower presented by Bigpond                                                          | Austrália                                   | 2005                 |
| Team Cyclingnews.com/cyclingnews-jako                                                   | Austrália                                   | 2005 e 2008          |
| Drapac Porsche/Drapac Porsche Development Program/Drapac Porsche Cycling/Drapac Cycling | Austrália                                   | 2006-2015            |
| FRF Couriers Excelpro/FRF Couriers-NSWIS                                                | Austrália                                   | 2006-2009            |
| Savings & Loans Cycling Team                                                            | Austrália                                   | 2006-2009            |
| Southaustralia.com-AIS                                                                  | Austrália                                   | 2006-2008            |
| Ord Minnett-Triplo Play                                                                 | Austrália                                   | 2008                 |
| Praties                                                                                 | Austrália                                   | 2008-2009            |
| Cinelli Down Under                                                                      | Austrália                                   | 2009                 |
| Ride Sport Racing                                                                       | Austrália                                   | 2009                 |
| Rush Racing                                                                             | Austrália                                   | 2009                 |
| Subway Avanti/Subway Cycling Team/Avanti Racing Team                                    | Nova Zelândia/ · Austrália/ · Nova Zelândia | 2009-2012, 2014-2015 |
| Fly V Australia/V Australia                                                             | Austrália                                   | 2009-2011            |
| Team Budget Forklifts                                                                   | Austrália                                   | 2009, 2012-2015      |
| Genesys Wealth Advisers/Huon Salmon-Genesys Wealth Advisers                             | Austrália                                   | 2010-2013            |
| Team Jayco-AIS/Team Jayco Skins/Team Jayco-AIS                                          | Austrália                                   | 2009-2012            |
| PureBlack Racing                                                                        | Nova Zelândia                               | 2011                 |
| African WildLife Safaris Cycling Team                                                   | Austrália                                   | 2014-2015            |
| CCT p/b Champion System                                                                 | Nova Zelândia                               | 2015                 |
| Charter Mason Giant Racing Team                                                         | Austrália                                   | 2015                 |
| Data #3 Symantec Racing Team p/b Skody                                                  | Austrália                                   | 2015                 |
| Navitas Satalyst Racing Team                                                            | Austrália                                   | 2015                 |
| Search2retain-health.com.au Cycling Team                                                | Austrália                                   | 2015                 |

- Em negrito as equipas em activo na temporada de 2015.